# 梁廣偉
梁廣偉，JP（1956年—），晶門科技國際有限公司創辦人及永久榮譽主席。現為青萌行政總裁及創辦人。

## 生平
1956年出生於香港，於1970年代末，畢業於香港理工學院（現為香港理工大學）獲頒電子工程院士，1979年至1980年，出任位於美國加州矽谷IC設計師，1994至1996年，則出任位於德克薩斯州奧斯丁摩托羅拉晶圓工廠工作。他回港後，便在萬力半導體香港有限公司委任營運總監。

## 創業時期
1999年，梁廣偉和其他同事創立「晶門科技有限公司」，2001年獲香港青年工業家獎頒發，直至2004年把創立企業帶領上市；2013年7月1日，獲香港特別行政區政府頒發太平紳士，2015年，獲香港理工大學頒發院士榮銜。
2016年1月4日，梁廣偉退任晶門科技行政總裁，2016年6月7日，梁廣偉退任主席後，退休前頒授永久榮譽主席，以表揚過去卓越貢獻，但仍然留任晶門科技旗下業務董事。